# Palazzo Asmundo

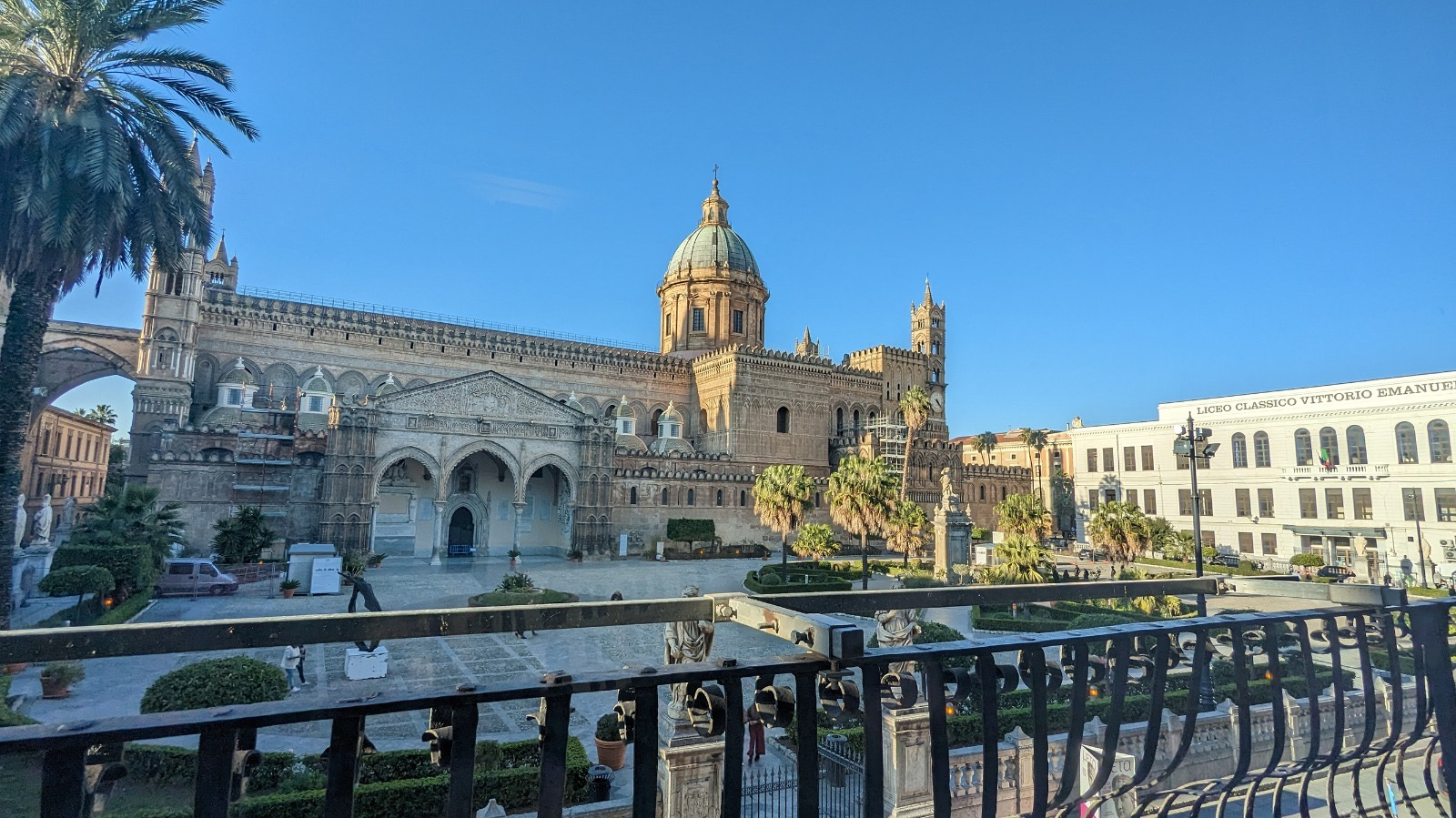

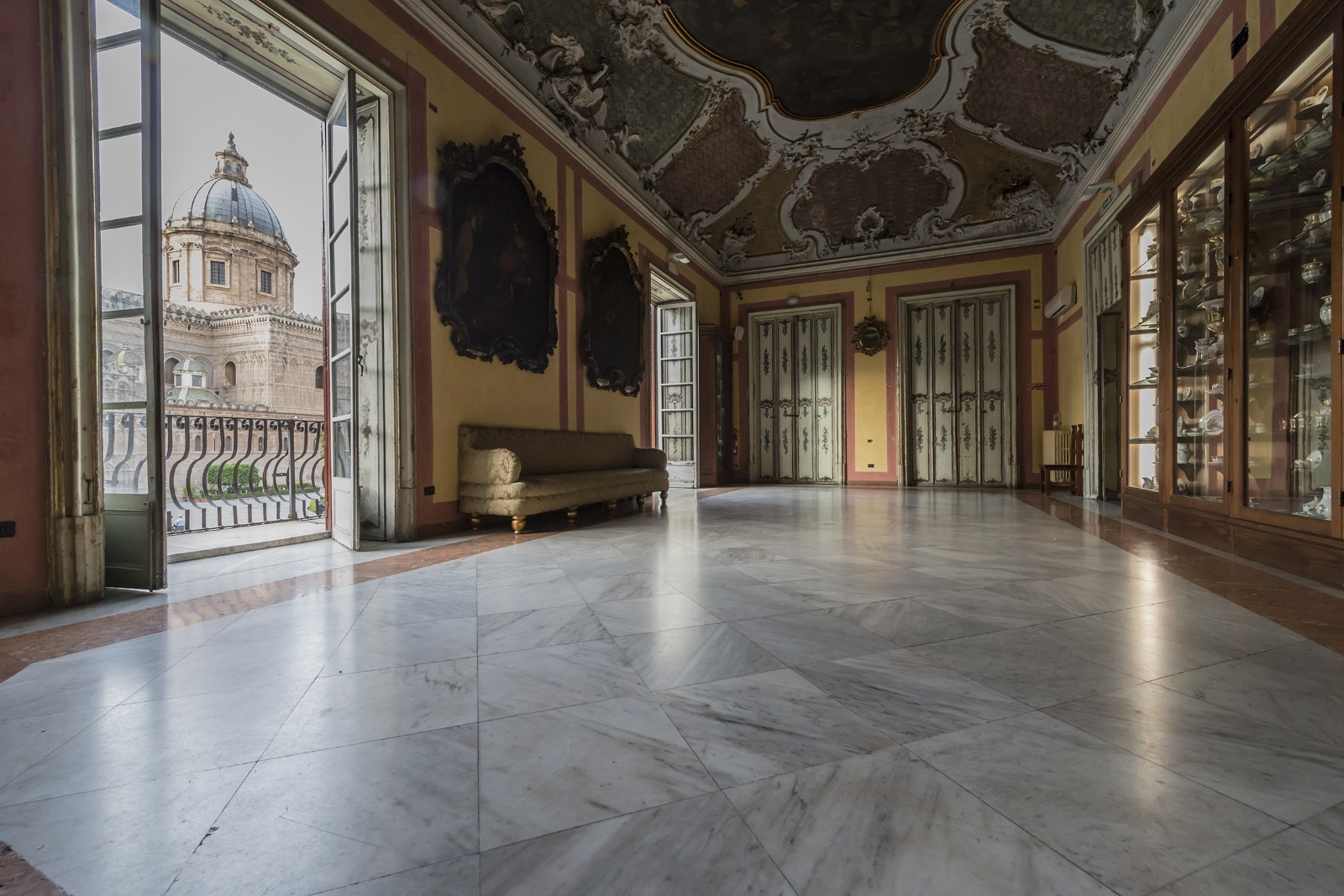
Salone Cattedrale Palazzo Asmundo

Palazzo Asmundo si trova nel centro storico di Palermo.

## Storia
La costruzione di questo edificio risale al 1615.
Fu iniziato da un certo dottor Baliano, sull'antica "strada del Cassaro" (odierno Corso Vittorio Emanuele, l'asse più importante della città da cui si dipartivano in età fenicia e romana delle strette stradine allineate ortogonalmente) dopo l'allargamento e la rettifica, avvenuti nel 1567 per volontà del viceré Garçia de Toledo. Solo nel 1767 l'edificio fu ultimato: "Compita videsi la nobile casa del cassaro di Giuseppe Asmundo" così racconta il marchese di Villabianca ne "Il Palermo d'oggigiorno".
L'edificio, prima che ne venisse in possesso il Presidente di Giustizia Giuseppe Asmundo, marchese di Sessa, era appartenuto alla famiglia Joppolo dei principi di S. Elia. Il palazzo (ce lo ricorda la lapide ivi collocata) accolse Maria Cristina, figlia di Ferdinando III di Sicilia, profuga da Napoli assieme al marito Carlo, duca di Genova e di Sardegna.
Un'altra lapide, posta sulla facciata principale testimonia che in questo palazzo, nacquero, rispettivamente nel 1821 e nel 1822, Anna Turrisi Colonna e la sorella Giuseppina, pittrice e critica d'arte la prima, poetessa la seconda.
Il francese Gastone Vuiller, che ivi soggiornò per breve tempo, menziona questo palazzo nel suo libro "La Sicilia, impressioni del presente e del passato" pubblicata a Milano da Treves nel 1897, con queste parole: "sulle pareti tinte di un verde pallido, delle volute leggere s'intrecciano capricciosamente e vanno a svolgersi sul soffitto, in una cupola ornata di pitture aeree. Le porte hanno ornamenti d'oro opaco e d'oro lucido. La bellezza decorativa di questa sala che ha un'alcova con tende ermeticamente chiuse,mi sorprende. Questo evidentemente è un antico palazzo. La sua bellezza un po' appassita alla luce viva, conserva tutto il suo splendore nella semioscurità. Apro la finestra e mi avanzo sul balcone, che gira tutto il piano e rimango abbagliato...".
Molteplici sono le testimonianze artistiche che fanno di questo Palazzo uno dei più belli della Palermo Barocca. Basti ricordare gli affreschi con allegorie di Gioacchino Martorana, pittore siciliano del ‘700; gli arredi fissi e mobili, che formano delle vere e proprie collezioni d'arte come quadri, cassapanche maritali del XVI e XVII secolo, ceramiche siciliane, porcellane napoletane e francesi, ricami e merletti. Le raccolte sono frutto di anni di ricerca posti in essere da Vincenzo Martorana Genuardi di Molinazzo, che acquistò il piano nobile negli anni '70. Queste testimonianze oggi costituiscono una interessante esposizione che ripropone quella "Palermo Felicissima" esaltata dai "viaggiatori", che in questo Palazzo negli anni vi hanno soggiornato.
Oggi è un palazzo - museo aperto al pubblico, di proprietà della famiglia Martorana Genuardi di Molinazzo.

## Gli affreschi e le decorazioni
L'aristocrazia palermitana nel XVIII secolo si concedeva una concorrenziale ostentazione di lusso che rasentava l'esibizione, rendendo l'intero percorso del Cassaro la sede più ambita delle grandi costruzioni ecclesiastiche e aristocratiche. Se da un lato la vita sociale si esprimeva attraverso feste, galanterie e sfarzi, il contesto architettonico e decorativo in cui questi si realizzavano non poteva non tradursi in forme estetiche ridondanti e di ampio respiro, concretizzandosi soprattutto in due forme di notevole duttilità materico-plastica da un lato e cromatico-spaziale dall'altro, come lo stucco e l'affresco. In questo contesto che nel 1764 il Presidente di Giustizia, I marchese di Sessa, Giuseppe Asmundo Paternò (che aveva ereditato il Palazzo da suo zio materno a condizione di anteporre il cognome Asmundo a quello di Paternò), fece affrescare i saloni del piano nobile dal noto artista siciliano Gioacchino Martorana. Il pittore sia pure adattando le proprie capacità e le proprie cognizioni tecniche-artistiche alla necessità dell'ambiente e della committenza, ripete talora schemi e personaggi, soluzioni cromatiche e attributi iconografici nei diversi palazzi in cui opera. Così essendo Giuseppe Asmundo uomo di giustizia, Gioacchino Martorana, per esaltarne le doti, si prodiga in tematiche allegoriche inerenti alla sua attività.
Affresca scene simboliche di vario soggetto, con magniloquenti divinità pagane e figure allegoriche, talora riconducibili al ruolo sociale del I marchese di Sessa, Giuseppe Asmundo Paternò e alla sua meritoria professione.
Un palazzo nobiliare, unico complesso artistico, viene in genere nella totalità delle parti ideato da un architetto che ne fornisce i disegni non soltanto per lo sviluppo strutturale e compositivo ma, talora coadiuvato da un pittore, talora da uno scultore, anche per la contestuale finitura degli apparati decorativi.
I pittori che realizzavano gli affreschi delle volte, seguendo le indicazioni dei committenti, insieme ai loro aiuti, non disdegnavano infatti solitamente di dipingere anche le sovraporte e talora persino le porte; queste venivano in genere inserite in pareti riccamente coperte di tappezzerie e a volte rivestite di legno, magistralmente dorato e finemente intagliato da abili artigiani o dipinto da valenti maestri specializzati.

## Le sale principali

### Il Salone Concerti
Nel salone d'ingresso, soprannominato Salone Concerti, vi è un affresco in cui si esaltano le virtù collegate alla giustizia. Si vedono raffigurate le figure della Fortezza, della Temperanza, della Prudenza, della Verità e della Mansuetudine, con i loro rispettivi attributi simbolici, caratterizzati dalla spada, dalla bilancia, dall'orologio, dallo specchio, dalla lucerna, dal leone e dall'agnello. Vi è un chiaro significato illuministico nella rappresentazione dello smascheramento dell'inganno alla luce delle fiaccole della ragione e dello svelamento della verità,  in stretta correlazione con il concetto trascendentale della Giustizia. Il salone ospita spesso concerti  da camera.

### La Sala Allegoria
In questa sala vi è un interessante affresco in cui si osserva l'esaltazione della verità gloriosa e opulenta di una mitica età dell'oro che trionfa sulla negatività con le rappresentazioni delle forze del bene, in cui la palma, lo specchio e le api sottendono messaggi mariani e cristologici. 

### Il Salone Gioacchino Martorana
In questa sala vi è un affresco che evidenzia l'equilibrio cosmico con Mercurio, la Terra con la luna, Marte e Venere, tutti retti da un Cristo Sole. Questo affresco presenta la data 1764 e la firma del pittore Gioacchino Martorana.

### Il Salone Cattedrale
L'affresco dominante rappresenta una figura divina centrale contornata da altre figure di santità, immortalità e abbondanza, come il triangolo alchemico ad apice, le farfalle e la cornucopia, che evidenziano elementi tipici del repertorio criptico - mercuriale massonico.
Il salone ha ospitato alcune scene del film Il viaggio (film 1974) con Sophia Loren e Richard Burton.

## Le collezioni
Le collezioni di Palazzo Asmundo furono iniziate da Vincenzo Martorana Genuardi di Molinazzo, il quale amava profondamente la Sicilia ed era appassionato della storia delle nobili famiglie isolane. Durante la sua vita si interessò della raccolta delle mattonelle devozionali e di censo, dense di storia e di messaggi iconografici, legati ai più venerati Santi di Sicilia.
Raccolse inoltre una ricca collezione di porcellane, per la massima parte ottocentesche.
A Palazzo Asmundo è possibile trovare una vasta collezione di armi di diverse tipologie, tra cui armi in asta, armi da botta, cannoni, fucili di vario tipo, pistole e rivoltelle, fiasche da polvere, scudi e arnesi vari.
Interessante e di elevato livello artistico è la raccolta di cartoline nonché di mappe e carte geografiche storiche della Sicilia.